# Kubu (Sawang)
Kubu is een bestuurslaag in het regentschap Aceh Utara van de provincie Atjeh, Indonesië. Kubu telt 533 inwoners (volkstelling 2010).